# خط عمودی
خط عمودی |  یک کاراکتر با استفاده‌های مختلف در ریاضیات، رایانش، و حروف‌نگاری است. این کاراکتر با نام‌های مختلف دیگری هم شناخته می‌شود از جمله خط لوله (توسط اجتماع یونیکس، اشاره به ساختار ورودی/خروجی)، ادات شفر (توسط رایانش یا منطق دانان ریاضی)، مورب عمودی، خطِ یا، یا خط تقسیم‌کننده.

## دو خط عمودی
دو خط عمودی ||  از نشانه‌های نگارشی است که برای جداسازی استفاده می‌شود، از جمله جداکردن ترکیب‌های یک واژه از توضیحات قبلش.